# Neomicrocalamus
Neomicrocalamus là một chi thực vật có hoa trong họ Hòa thảo (Poaceae).

## Loài
Chi Neomicrocalamus gồm các loài: